# إقليم آيسن
إقليم آيسن أو إقليم آيسن ديل جنرال كارلوس إيبانيس ديل كامبو  (بالأسبانية: Región de Aysén أو XI Región Aysén del General Carlos Ibáñez del Campo ويُطلق عليه غالبًا باختصار Aisén) هو واحد من 15 إقليمًا في جمهوريّة تشيلي، حيث يُعتبر الإقليم التقسيم الإداري الأول في البلاد. يتكوّن هذا الإقليم من 4 مقاطعات؛ هي آيسن، الكابتن برات، كويهايكي، الجنرال كاريرا. ويُعتبر جزءًا من منطقة باتاغونيا.
تُعتبر مدينة كويهايكي عاصمة الإقليم، كما تُعتبر مُدُن آيسن، كوكرين، وشيلي شيكو من أهم المدن والبلديّات أيضًا. تبلغ مساحة الإقليم حوالي 108,494
كيلومترًا مربعًا، وقد بلغ عدد سكانه 94,271 نسمة (في عام 2012.) بهذا يكون الإقليم الأقل بعدد السكان من بين جميع أقاليم تشيلي رغم مساحته الشاسعة التي تُعد الثالثة في البلاد.

## المناخ
يُصنّف مناخ الإقليم على أنه مناخ محيطي بارد، حيث أن درجات الحرارة منخفضة والرياح قويّة وهطول الأمطار وفير جدًا. كما أنه هنك أنواع مختلفة من المناطق المناخيّة في الأجزاء الغربيّة والشرقيّة.

## الاقتصاد
يركّز القطاع الرئيسي باقتصاد الإقليم على استغلال وتجهيز الموارد البحريّة والتعدينيّة والحيوانيّة. كما أن للاستزراع المائي أيضًا نشاط مهم، حيث يسهم الإقليم بحوالي 80٪ من إنتاج سمك السلمون في تشيلي.

## الصور

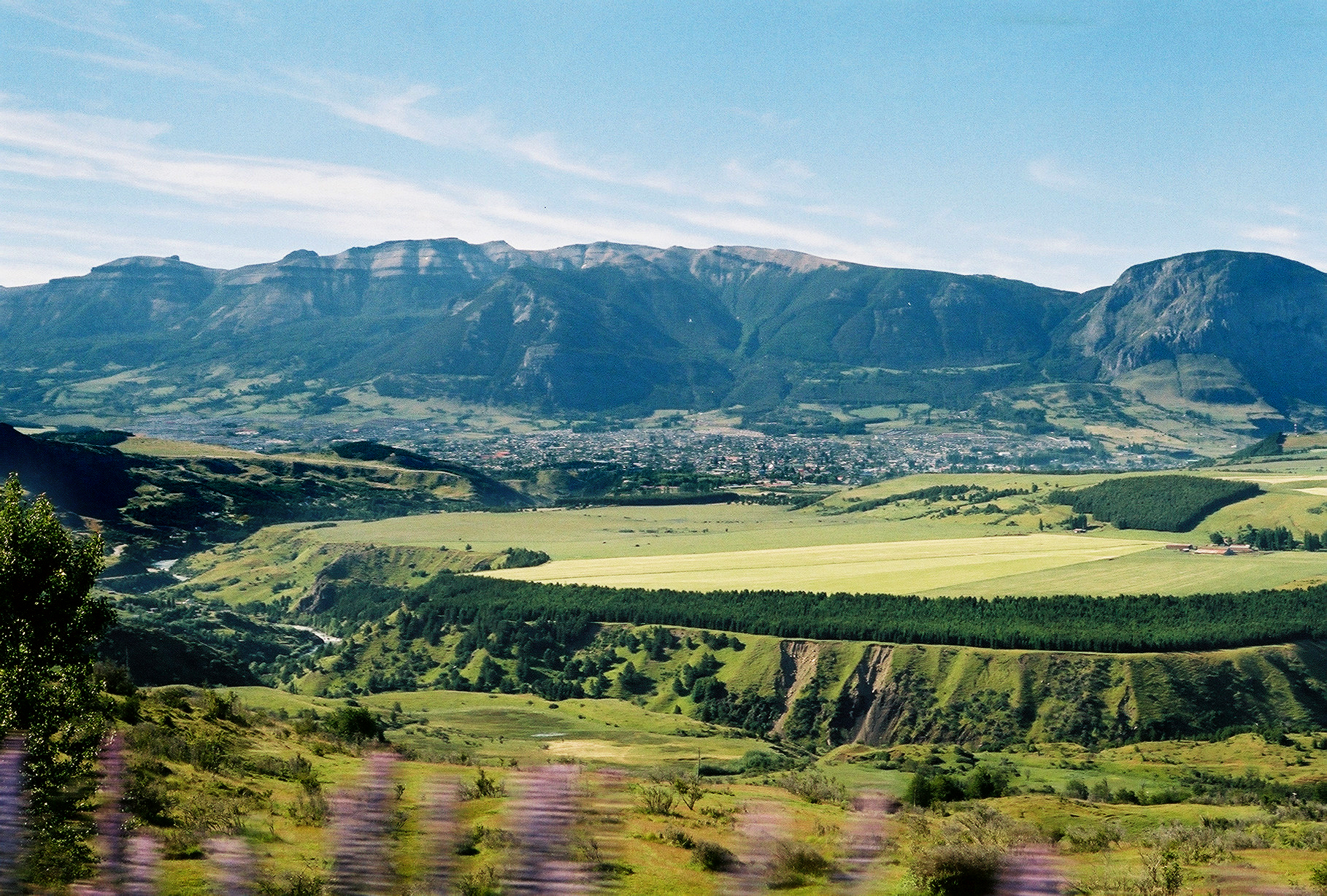
مدينة كويهايكي، مركز الإقليم
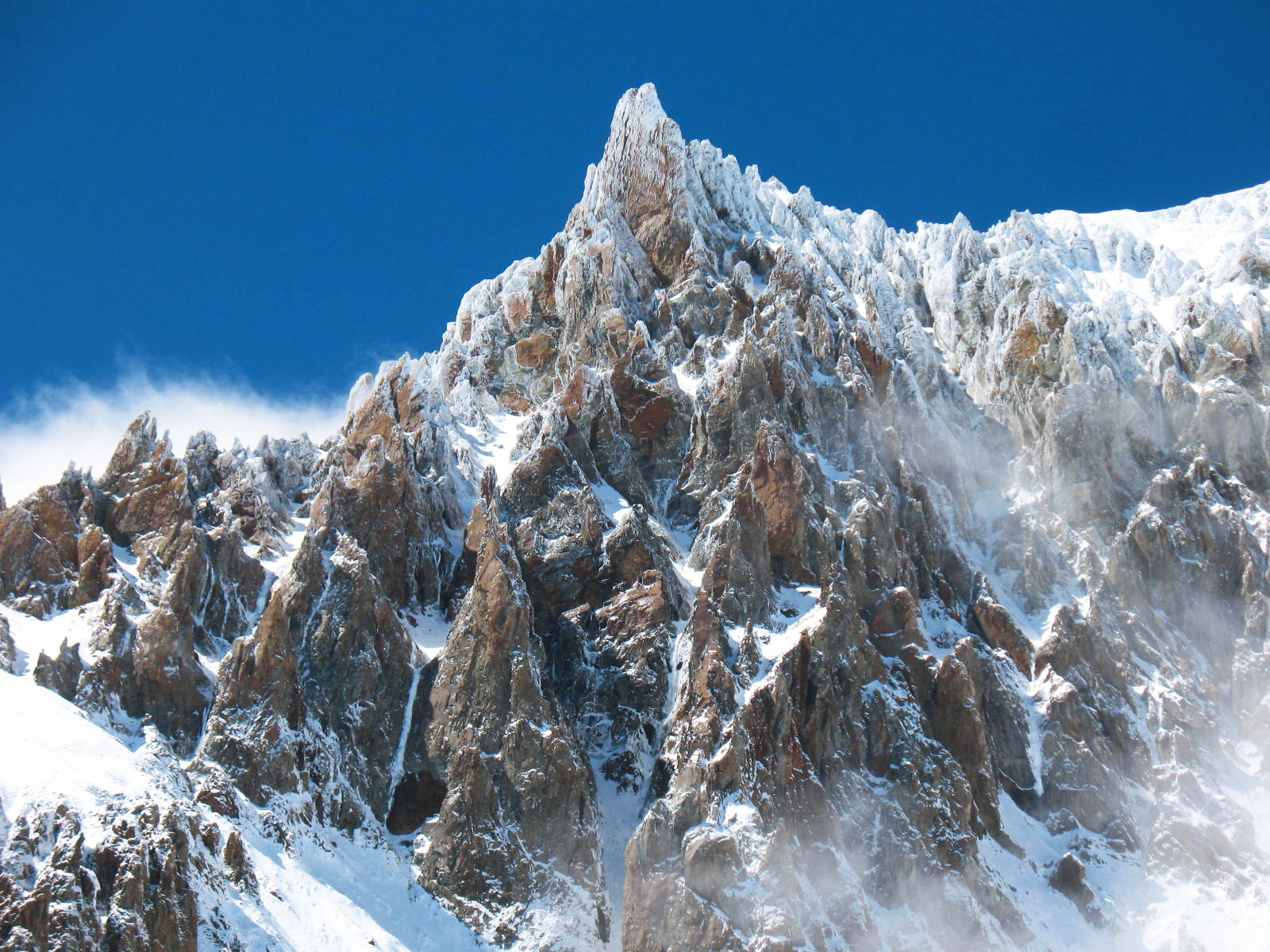
جبال في إقليم آيسن
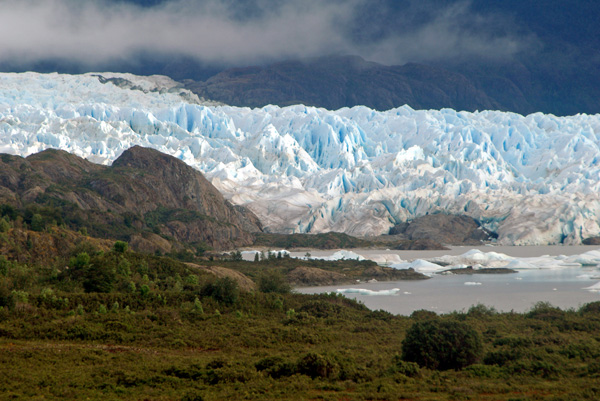
الجليد في آيسن

## التقسيم الإداري
ينقسم إقليم آيسن إلى 4 مقاطعات (بالأسبانية: Provincia)؛ هي آيسن (باللون الأخضر)، الكابتن برات (باللون الأصفر)، كويهايكي (باللون الرمادي)، الجنرال كاريرا (باللون البرتقالي). وتنقسم هذه المقاطعات الأربع بدورها إلى 10 بلديّات (بالأسبانية: Comuna):

التقسيم الإداري لإقليم آيسن.

## وصلات خارجية
- صورة ساتيليّة لمدينة كويهايكي - مركز الإقليم